# Ermengarda de Narbona
Ermengarda de Narbona ou Ermengarde de Narbona foi um viscondessa de origem carolíngia que governou o viscondado de Narbona entre 1134 e 1192. O seu governo foi antecedido pelo de Amalrico II de Narbona e foi seguido pelo de Afonso I de Tolosa.